# Svarttofskokett
Svarttofskokett (Lophornis helenae) är en fågel i familjen kolibrier.

## Utbredning och systematik
Fågeln förekommer från södra Mexiko (Veracruz) till östra Costa Rica. Den behandlas som monotypisk, det vill säga att den inte delas in i några underarter.

## Status
IUCN kategoriserar arten som livskraftig.

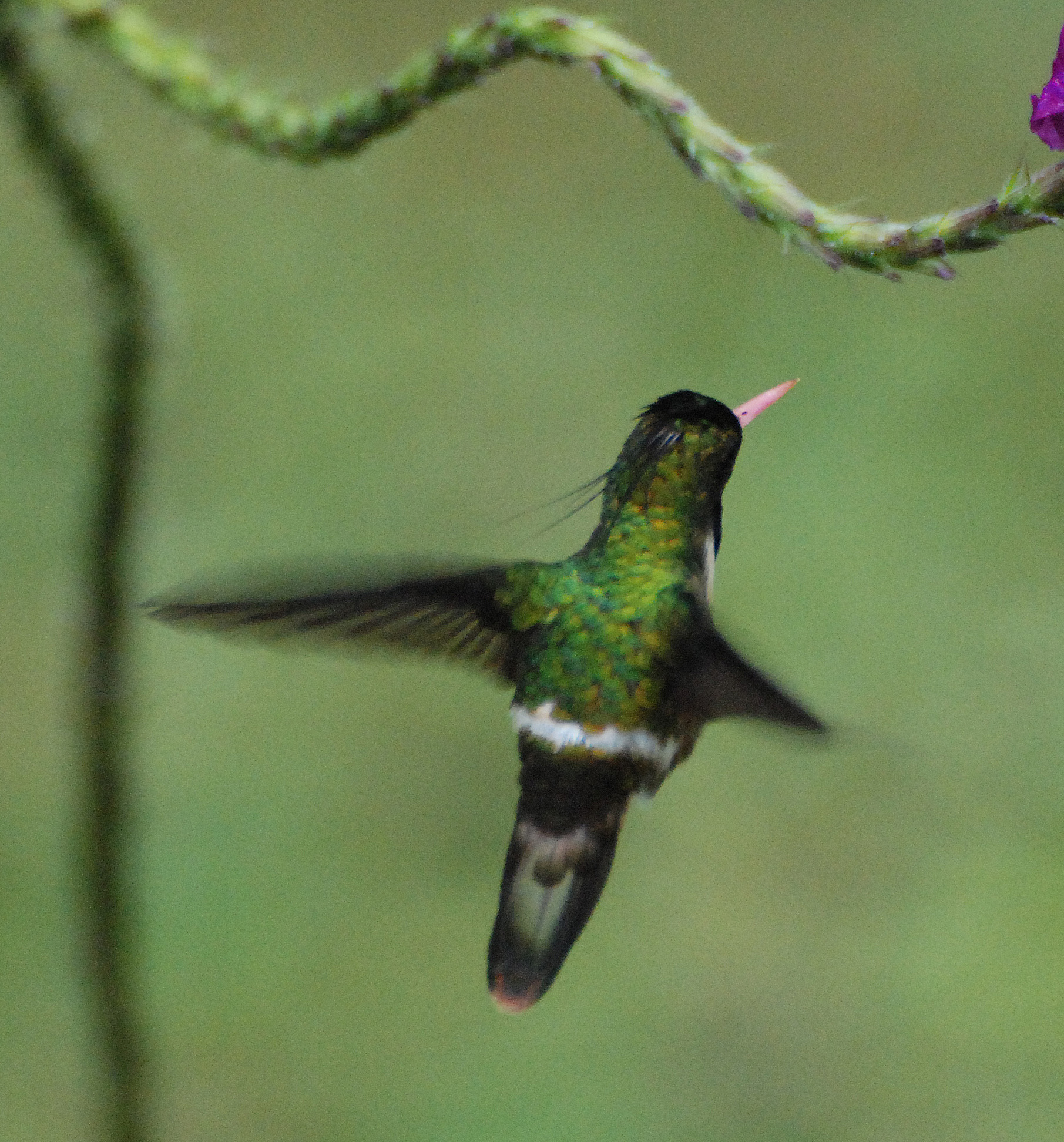